# Erkki Melartin

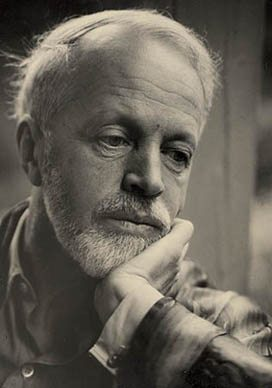
Erkki Melartin

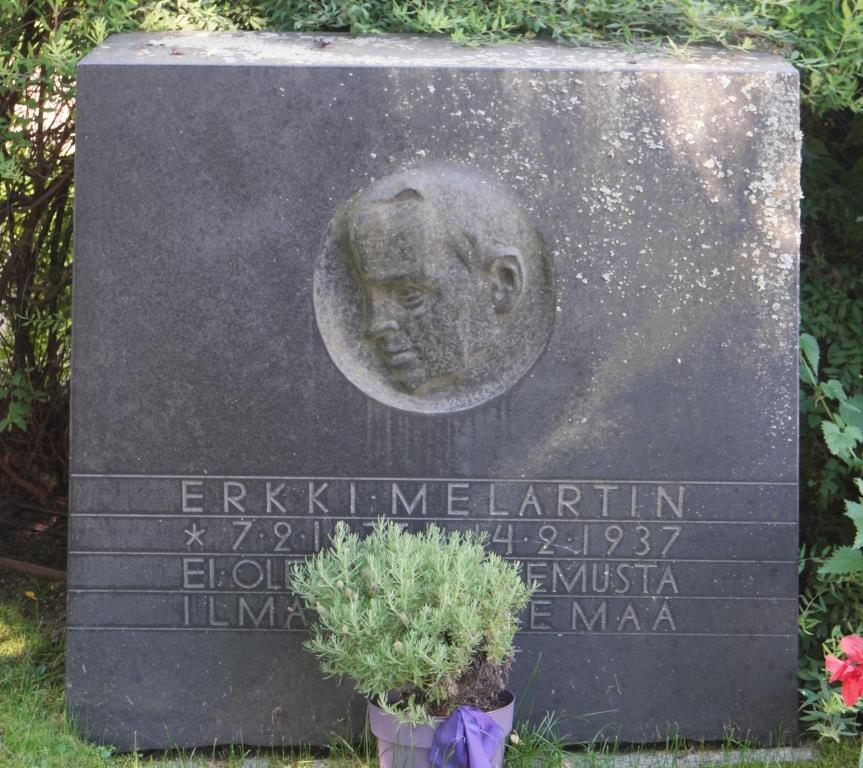
Grab von Erkki Melartin auf dem Friedhof Hietaniemi in Helsinki

Erkki Gustaf Melartin (* 7. Februar 1875 in Käkisalmi (heute Priosersk, Russland); † 14. Februar 1937 in Pukinmäki, heute Stadtteil von Helsinki) war ein finnischer Komponist und Dirigent.

## Leben
Melartin studierte 1895 bis 1898 bei Martin Wegelius am Musikinstitut in Helsinki, danach bis 1901 bei Robert Fuchs in Wien, und auch einige Zeit in Berlin und Rom. 1901 wurde er Lehrer für Theorie, Musikgeschichte und Klavier am Musikinstitut in Helsinki, der späteren Sibelius-Akademie. 1908 bis 1911 wirkte er als Dirigent in Viipuri (heute Wyborg), und von 1911 bis 1936 war er Leiter des Musikinstituts Helsinki (ab 1924 Konservatorium Helsinki).
Melartin war der erste Dirigent, der in Skandinavien ein Werk von Gustav Mahler dirigierte (1909 einen Satz aus dessen 2. Sinfonie).

## Werk
Das kompositorische Werk Melartins umfasst 189 mit Opuszahlen versehene Werke, daneben etliche unnummerierte. Melartin schrieb eine Oper (Aino, 1909, über ein Motiv aus dem finnischen Nationalepos Kalevala), 6 Sinfonien (zwischen 1902 und 1924; die 4. – wohl am bekanntesten gewordene – trägt den Beinamen Sommersinfonie und bezieht Vokalisen mit ein), ferner zwei unvollendete Sinfonie-Entwürfe. Außerdem komponierte er Suiten, sinfonische Dichtungen, ein Ballett, ein Violinkonzert, Kammermusik (darunter 4 Streichquartette) sowie zahlreiche Klavierstücke und Lieder.
Melartin wird zuweilen etwas abschätzig als Eklektiker bezeichnet. Stilistisch war er anfangs Sibelius verpflichtet, später kamen Einflüsse durch Mahler (besonders in der Kombination volkstümlicher Elemente mit ausgefeilter Kontrapunktik) und den Impressionismus hinzu. In den 1920er Jahren griff Melartin auch Stilmittel des Expressionismus auf. In der 6. Sinfonie von 1924 ist der tonale Bezug zu Beginn nicht eindeutig festgelegt. Als sein progressivstes Werk gilt die Klaviersonate Fantasia apocalyptica aus der gleichen Zeit, die an Skrjabin erinnert.